# Зільберштедт
Зільберштедт (нім. Silberstedt) — громада в Німеччині, розташована в землі Шлезвіг-Гольштейн. Входить до складу району Шлезвіг-Фленсбург. Складова частина об'єднання громад Аренсгарде.
Площа — 37,9 км2. Населення становить 2357 ос. (станом на 31 грудня 2020).